# Time Jam: Valerian and Laureline
Time Jam: Valerian and Laureline (títol original Valérian et Laureline) és una sèrie d'aventures i ciència-ficció representada mitjançant tècniques d'animació d'imatges generades per ordinador i imatges en 2D. Està basat en uns còmics dels autors Pierre Christin i Jean-Claude Mezieres. L'estil d'animació és el típic japonès, conegut com a anime. Fou produïda per empreses nipones i franceses. La història tracta sobre dos protagonistes que viatgen pel temps. És distribuïda per Mediatoon International. Fou emesa per K3, France 3, Club RTL i el lloc web Crunchyroll.